# Ernst Flersheim

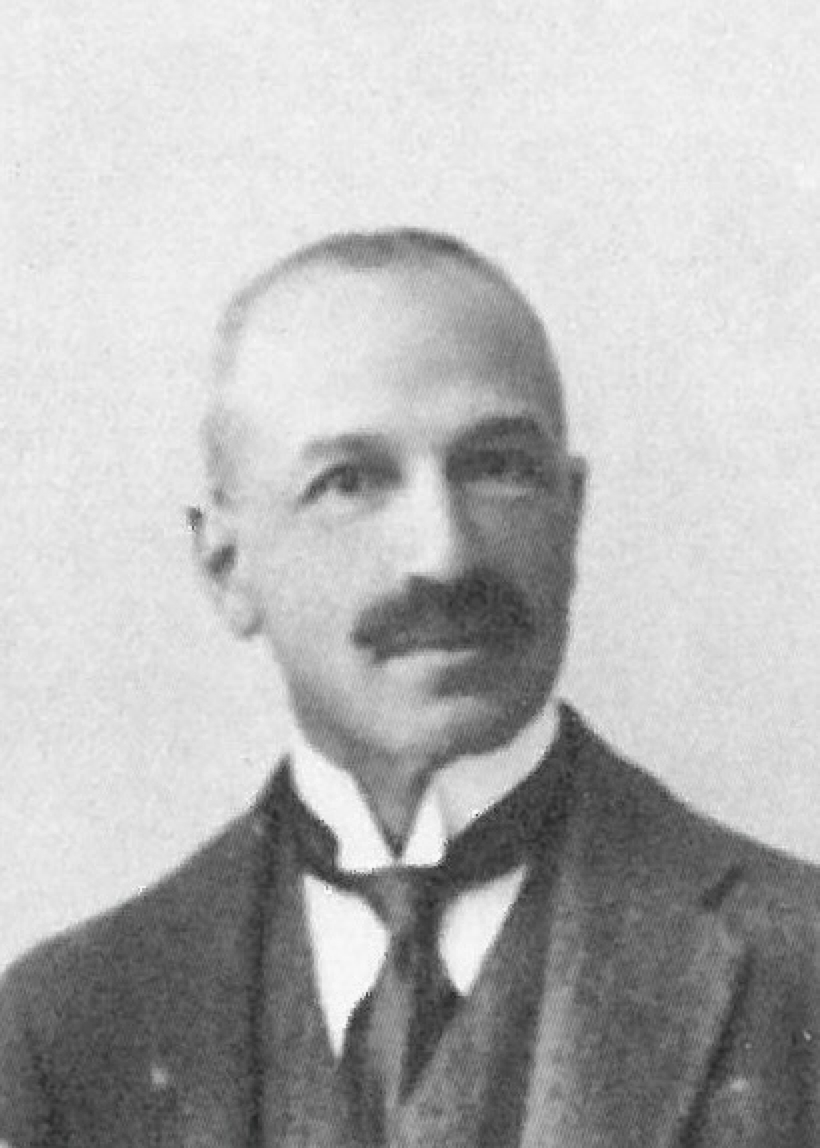
Ernst Carl Flersheim, um 1918

Ernst Carl Flersheim (geboren am 13. Juli 1862 in Frankfurt am Main; gestorben am 29. März 1944 im Konzentrationslager Bergen-Belsen) war ein deutscher Kaufmann, Unternehmer, Kunstsammler und -mäzen.

## Familie

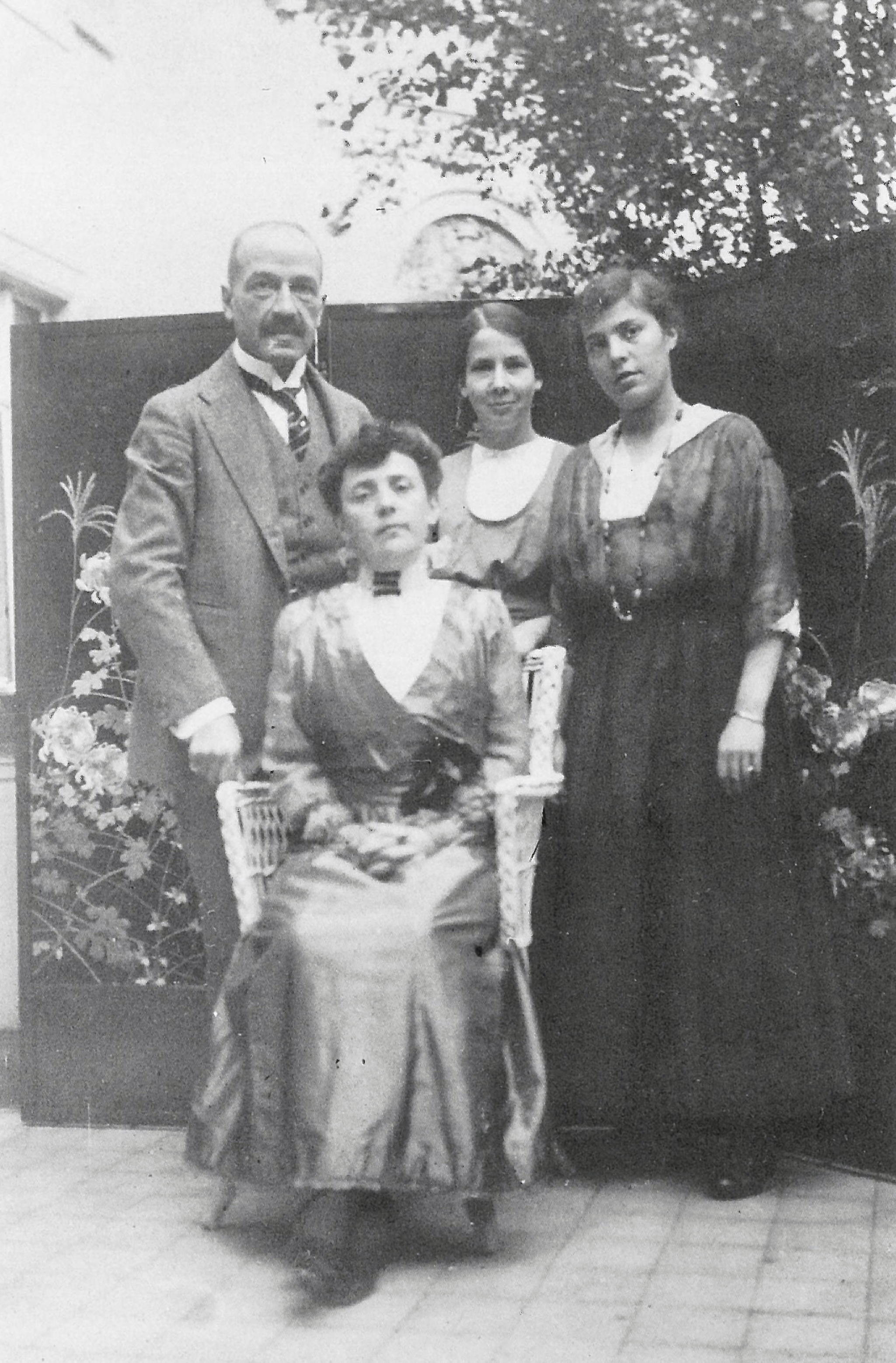
Ernst Carl Flersheim mit Ehefrau Gertrud (sitzend) und den Töchtern Edith und Margarethe, um 1920

Ernst Flersheim wurde als drittes Kind des ab 1880 in Frankfurts Westend in der Feuerbachstraße 47 (Gebäude nicht erhalten) ansässigen Kaufmanns und Unternehmers Louis Flersheim (geboren am 4. Januar 1826 in Frankfurt am Main; gestorben am 18. Oktober 1904 ebda.) und dessen Ehefrau Gutha „Gitta“ Johanna, geborene Fürth (geboren am 17. März 1836 in Frankfurt am Main; gestorben am 27. November 1919 ebda.), in der Seilerstraße 35 (Gebäude nicht erhalten) geboren.
Ernst Flersheim hatte zwei ältere Brüder und eine jüngere Schwester, Martin Ludwig (geboren am 18. April 1856 in Frankfurt am Main; gestorben am 7. Dezember 1935 ebda.), den an Diabetes früh verstorbenen Sally Louis (geboren am 5. Februar 1858 in Frankfurt am Main; gestorben am 16. Januar 1886 ebda.) und Alice (geboren am 18. Dezember 1866 in Frankfurt am Main; gestorben als Alice Koch am 17. Oktober 1936 in Lugano, Kanton Tessin, Schweiz).
Am 28. Dezember 1892 heiratete der 30-jährige Ernst Flersheim die 20-jährige Gertrude „Gertrud“ Freiin von Mayer (geboren am 2. August 1872 in Coburg, Oberfranken, Herzogtum Sachsen-Coburg; ermordet am 13. September 1944 im Konzentrationslager Bergen-Belsen), mit der er seit dem 30. Oktober 1892 verlobt gewesen war.
Deren Vater Adolph Abraham Freiherr von Mayer (geboren am 19. Dezember 1844 in Bibra, Herzogtum Sachsen-Meiningen; gestorben am 5. März 1925 in Frankfurt am Main), ein millionenschwerer Getreidehändler (Braugerste) und Mäzen, war nach seinem Umzug von Coburg nach Frankfurt am Main ab 1881 Mitglied bzw. ab 1884 bis zu seinem Tod Vorsitzender des Aufsichtsrats der Frankfurter Bierbrauerei-Gesellschaft vorm. Heinrich Henninger & Söhne. Ab 1886 durfte er sich als Geheimer Kommerzienrat titulieren, wodurch er Zugang zum Fürstenhof erhielt. Am 25. Dezember 1889 war er durch Herzog Ernst II. von Sachsen-Coburg und Gotha in den Freiherrenstand erhoben worden.
Aus Ernst und Gertrud Flersheims Ehe gingen drei Kinder hervor, ein Sohn und zwei Töchter, Hans Ludwig Adolf (geboren am 16. November 1893 in Frankfurt am Main; gestorben am 16. September 1933 in Paris (Frankreich), an einer während einer Geschäftsreise in London erlittenen Lebensmittelvergiftung), Edith Bettina (geboren am 4. September 1895 in Frankfurt am Main; gestorben als Edith Eberstadt am 25. Juli 1992 in London, Vereinigtes Königreich) und Margarethe „Margarete“ Lotte Maria (geboren am 9. März 1904 in Frankfurt am Main; gestorben als Margarete Wertheim 1940 in Brüssel, Belgien, durch Suizid).

## Wirken

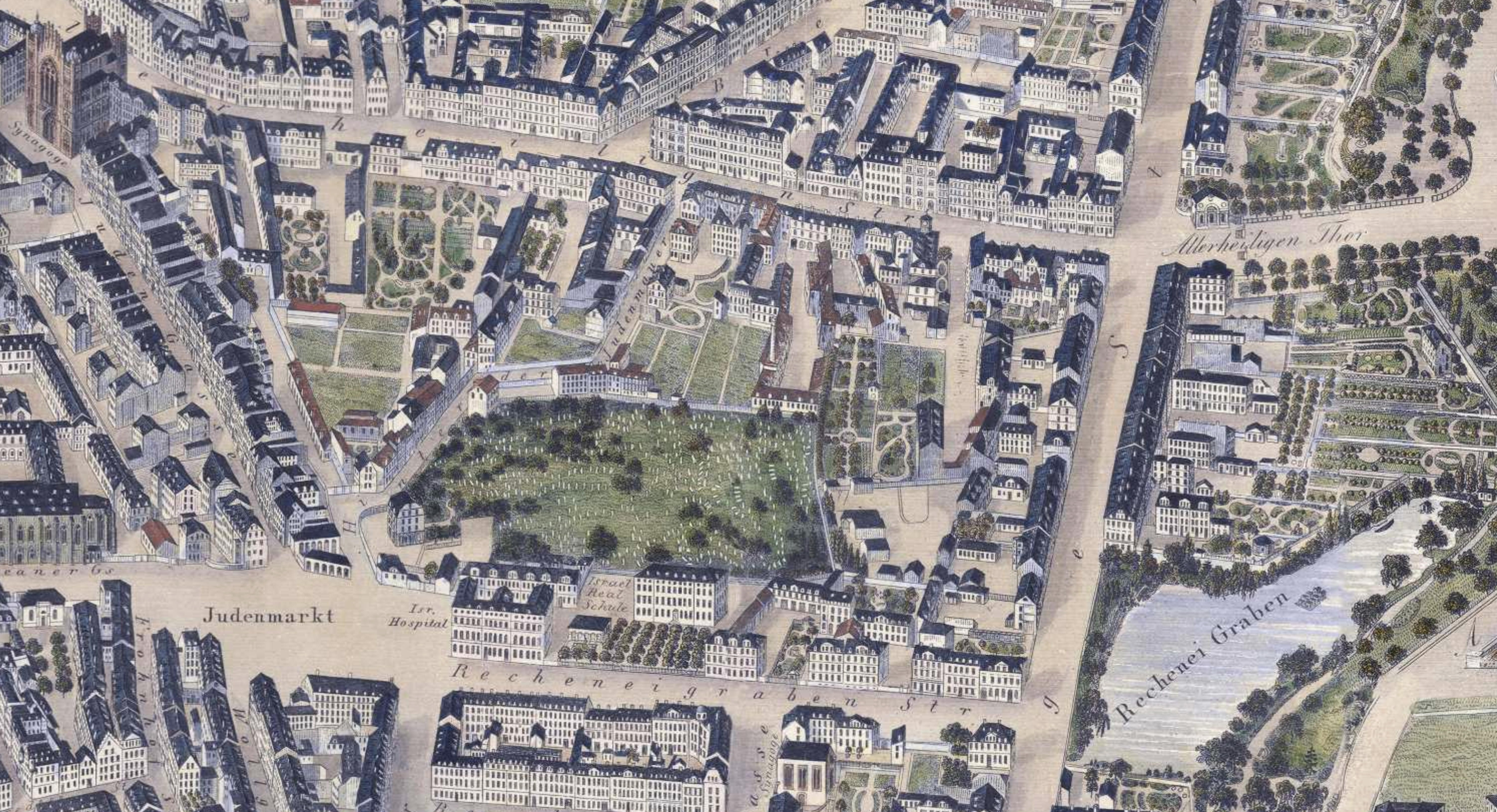
Philanthropin (bez. als Israel. Real-Schule) südlich des Jüdischen Friedhofes

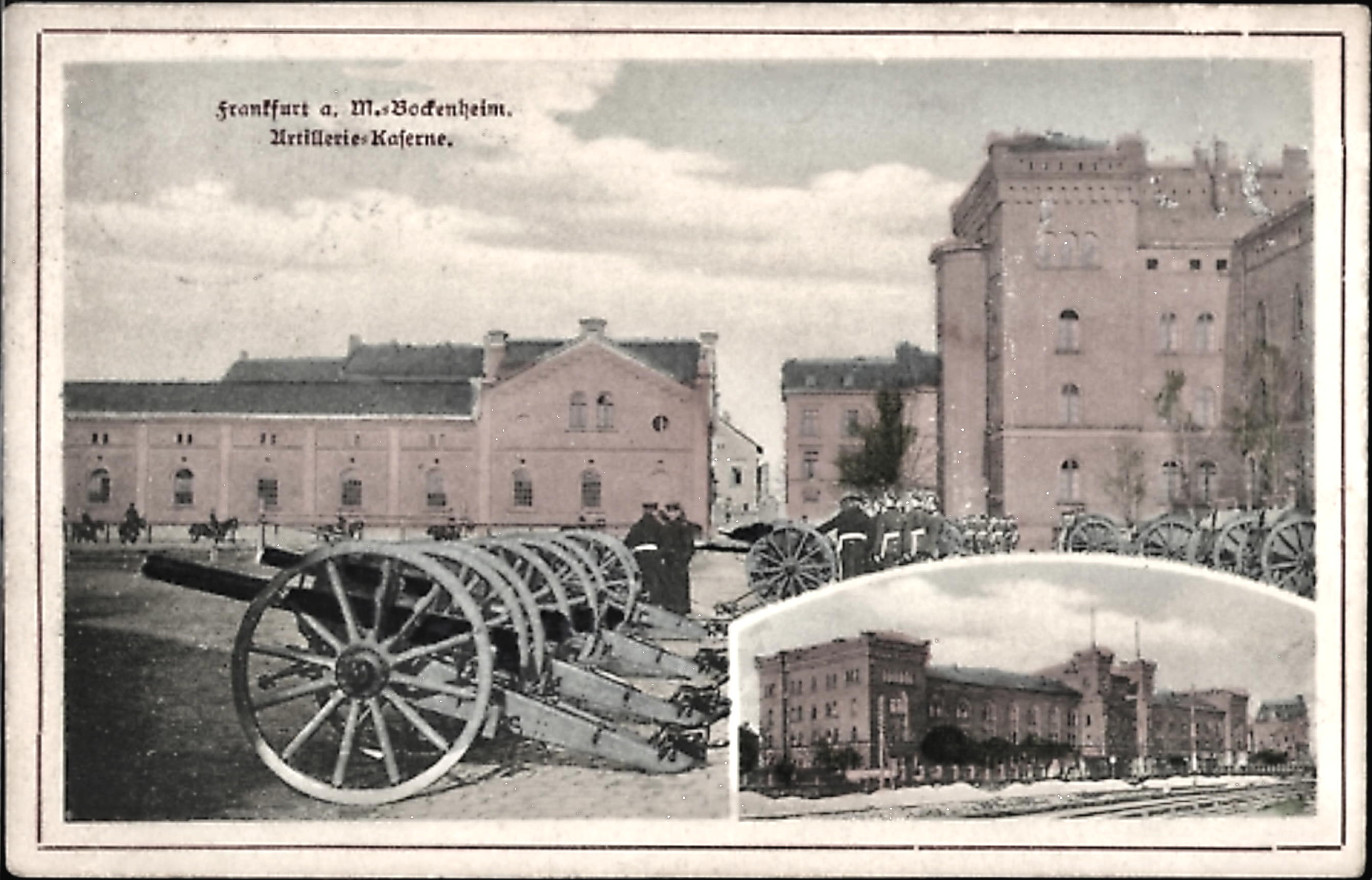
Kaserne in Bockenheim, um 1900

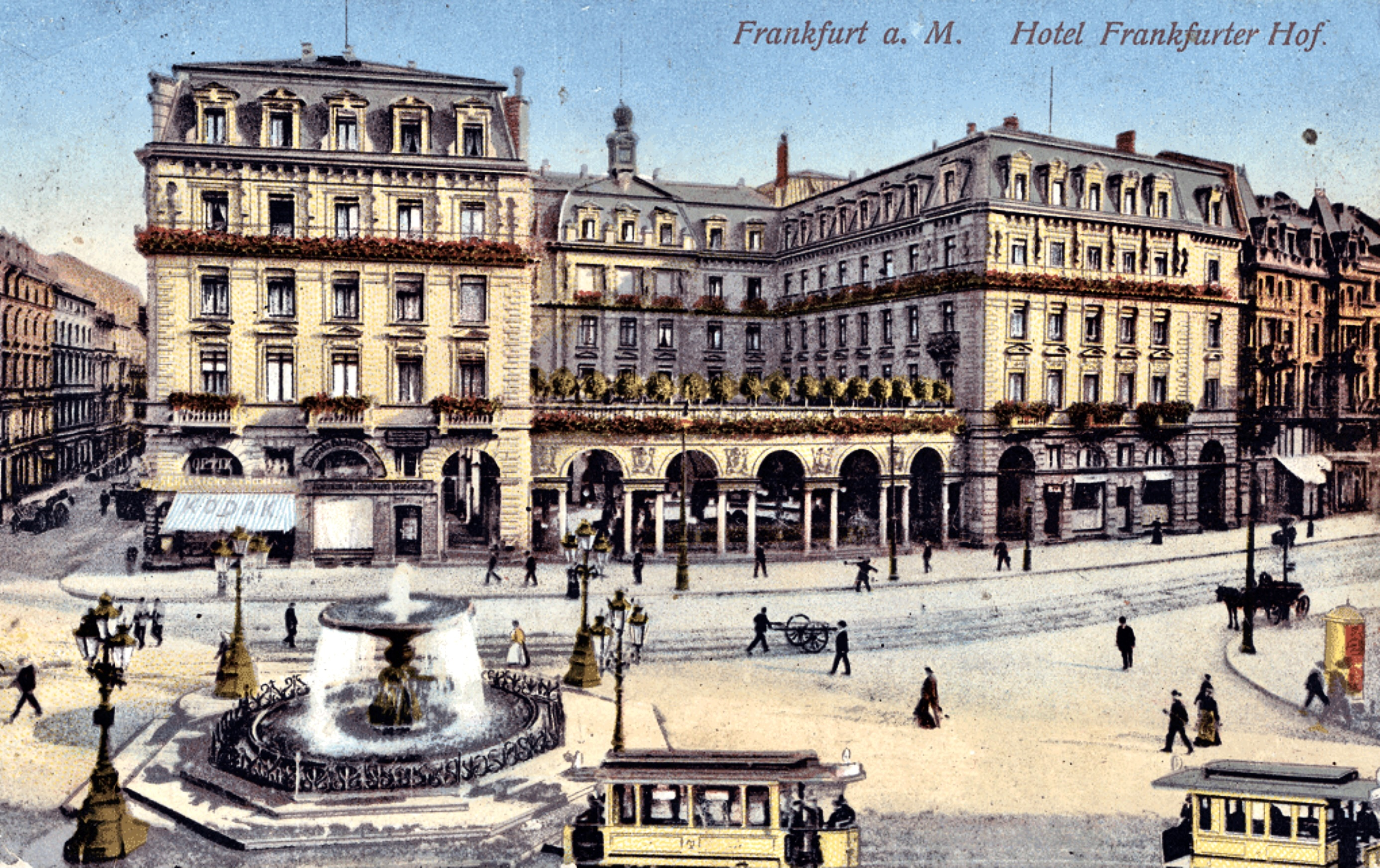
Hochzeit am 28. Dezember 1892 im Hotel Frankfurter Hof

Nach seiner Schulzeit am Frankfurter Philanthropin in der Recheneigraben-Straße 14/16 unter dem Direktorat von Hermann Baerwald, während der es zu häufigen Schlägereien mit nicht-jüdischen Schülern gekommen war, die antisemitische Schmähungen riefen, absolvierte Ernst Flersheim ab Ostern 1877 in dem international aktiven Familienunternehmen Flersheim-Hess in Frankfurts Töngesgasse 17I. (Patrizierhaus nicht erhalten) eine kaufmännische Lehre. Das Unternehmen importierte u. a. Elfenbein, Fischbein, überseeische Hölzer, Horn, Perlmutt, Rohr (Stuhlrohr, Bambusrohr) und Schildpatt von anderen Kontinenten wie Afrika, Asien und Südamerika und handelte damit im Hinblick auf eine Weiterverarbeitung. Daraus wurden u. v. a. Billardkugeln, edle Kämme, Bürsten, Besteckgriffe, Knöpfe, Korsettversteifungen, Tabakpfeifen und teils kunstvoll mit Schnitzereien, Intarsien und Edelmetallen verzierte Spazierstöcke gefertigt. Mit solcherart veredelten Endprodukten handelte die Firma Flersheim-Hess ebenso wie mit „Galanterie- und Quincailleriewaaren“ sowie „Kurzen Waaren“.
Ab Oktober 1883 absolvierte Ernst Flersheim seinen Militärdienst als Einjährig-Freiwilliger beim Husaren-Regiment „König Humbert von Italien“ (1. Kurhessisches) Nr. 13 in Bockenheim an der Rödelheimer Chaussee, bis er kurz vor Weihnachten auf dem Kasernenhof vom Pferd stürzte und sich eine Klavikulafraktur und eine Muskelkontusion zuzog. In der Folge wurde er Ostern 1884 als Halbinvalide aus dem Militärdienst entlassen und bezog bis zum Ersten Weltkrieg eine Invalidenrente. Im Januar 1887, als sein älterer Bruder Martin Teilhaber des Unternehmens wurde, erhielt Ernst Flersheim die Prokura. 1892 wurde auch er Mitinhaber der Firma, verlobte sich und heiratete im selben Jahr. Während seine Verlobung bei den nobilitierten Schwiegereltern von Mayer in der Liebigstraße 46 (Gebäude nicht erhalten) gefeiert worden war, fanden Trauung und Hochzeitsfeier am 28. Dezember 1892 im Hotel Frankfurter Hof in Anwesenheit von etwa sechzig Familienangehörigen mit diversen selbst getexteten Liedern, kleinen Aufführungen und einer eigens erstellten Hochzeitszeitung statt.
Mit seiner Ehefrau bezog er am 1. Februar 1893 eine Wohnung in der Westendstraße 46p. (Gebäude besteht noch), bevor er 1897 die Wohnhaushälfte Mylius-Straße 32 (Gebäude besteht noch und steht unter Denkmalschutz) im Frankfurter Westend mit Veranda und einem bis zur Parallelstraße Wiesenau reichenden großen Garten erwarb. Das spätklassizistische Gebäude war zuvor von der an Dr. Hoch’s Konservatorium tätigen Komponistin und Pianistin Clara Schumann (1818–1896) und deren drei Kindern ab Oktober 1878 bewohnt worden. Das Gebäude diente daher bereits als Treffpunkt kulturell interessierter Frankfurter Bürger, war diesbezüglich eingeführt und bekannt. Ihre Nachbarn im Haus Mylius-Straße 34 waren Carl Dondorf (geboren am 28. November 1844 in Frankfurt am Main; gestorben am 10. Januar 1936 ebda.) und dessen Ehefrau Alice Dorothea Mathilda, geb. Rindskopf (geboren am 26. Juli 1855 in Amsterdam, Niederlande; gestorben am 22. Juli 1919 in Frankfurt am Main). Carl Dondorf war geschäftsführender Gesellschafter der 1833 gegründeten Druckerei mit Spielkartenverlag B. Dondorf.
Zusammen mit seiner Ehefrau begann Ernst Flersheim (wie sein älterer Bruder Martin), über die folgenden Jahrzehnte eine bedeutende Sammlung von Werken zeitgenössischer Künstler des 19. und frühen 20. Jahrhunderts aufzubauen. Dazu zählten beispielsweise Werke von August Babberger, Carl von Bertrab, Anton Burger, Max Buri, Peter Burnitz, Lovis Corinth, Louis Eysen, Julius Exter, Paul Gauguin, Hugo von Habermann, Ferdinand Hodler, Carl Hofer, Adolf Hölzel, Hans von Marées, Otto Modersohn, Paula Modersohn-Becker, Claude Monet, Carl Morgenstern, Adolf Oberländer, Leo Putz, Julius Schnorr von Carolsfeld, Otto Scholderer, Max Slevogt, Wilhelm Steinhausen, Hans Thoma, Jan Toorop, Wilhelm Trübner, Fritz von Uhde, Albert Weisgerber, Heinrich von Zügel und Ignacio Zuloaga.
Zwischen 1905 und 1911 verbrachte die Familie Ernst und Gertrud Flersheim ihren Urlaub gern in Jan Toorops Sommerdomizil in Domburg auf der Halbinsel Walcheren in der Provinz Zeeland in den Niederlanden. Den Künstler hatten sie in Frankfurt am Main persönlich kennengelernt. Bei gemeinsamen Spaziergängen fertigte Toorop Skizzen des Ortes Domburg an und porträtierte Einheimische der Halbinsel. Diese Skizzen flossen in die Sammlung Ernst Flersheims ein. Toorop porträtierte ihn als etwa 50-Jährigen mit Kohle, dessen ältere Tochter Edith als 10-Jährige mit Farbstift. Mit Toorops Tochter Charley (1891–1955) blieben Flersheims auch nach dem Tod des Künstlers befreundet.
1913 ließen Ernst und Gertrud Flersheim ihr Wohnhaus umbauen, um die angewachsene Gemäldesammlung kunstinteressierten Gästen besser präsentieren zu können. Sie vergrößerten dabei Salon und Speisezimmer und ließen eine im Boden versenkbare Glaswand installieren, mit welcher die Veranda des Hauses während der kalten Jahreszeit in einen Wintergarten verwandelt werden konnte. Ernst und Gertrud Flersheim stellten Werke aus ihrer Sammlung als Leihgaben für Ausstellungen zur Verfügung, beispielsweise für die große Gedächtnisausstellung Lovis Corinth in der Nationalgalerie in Berlin im Februar und März 1926. Das Ehepaar Flersheim nahm regen Anteil am Kulturleben Frankfurts und war in diversen Vereinen und Institutionen aktiv.
Nach der Machtabtretung an die Nationalsozialisten wurde der Geschäftsverlauf des Familienunternehmens Flersheim-Hess durch antisemitische Diskriminierung und Boykottaufrufe beeinträchtigt, die Familie Ernst und Gertrud Flersheim war zudem durch rassistisch motivierte Verfolgung bedroht. 1936 flüchtete deren ältere Tochter Edith Eberstadt, geborene Flersheim, mit ihrer Familie von Baden-Baden aus nach England. Die jüngere Tochter Margarete Wertheim, geb. Flersheim, flüchtete mit ihrer Familie von Hamburg aus in die belgische Hauptstadt Brüssel.
Ernst Flersheim flüchtete nach Begleichung der Reichsfluchtsteuer in Höhe von 180.000 Reichsmark im November 1936 in die niederländische Hauptstadt Amsterdam, seine Ehefrau Gertrud folgte im Januar 1937 nach, wo beide im März 1937 amtlich registriert wurden.
1937 soll die Sammlung Ernst und Gertrud Flersheim mindestens 50 zeitgenössische Gemälde von 36 Kunstmalern umfasst haben, zudem Zeichnungen, Grafiken und kunstgewerbliche Objekte, Tierskulpturen von Ernst Barlach sowie Bronzen von Georg Kolbe. Barlachs Werke wurden von den Nationalsozialisten als „Entartete Kunst“ klassifiziert, von der Gestapo beschlagnahmt und mindestens teilweise zerstört.
Im Mai 1937 wurden in dem von Arthur Kauffmann geführten Frankfurter Auktionshaus Hugo Helbing große Teile der Kunstsammlung versteigert, 40 Lose „Moderne Gemälde“, zwei Lose „Moderne Plastik“ (Georg Kolbe) und 19 Lose kunsthandwerkliche Objekte (Fayencen, Glas, Porzellan, Steinzeug und Zinn), im Auktionskatalog unter der Chiffre „Nr. 3 = Fl.“ bzw. „(3)“ verzeichnet.
Wegen angeblichen Erschleichens einer Devisenbescheinigung wurde Ernst Flersheim in einem Ordnungsstrafverfahren durch das Reichswirtschaftsgericht verurteilt; es fehlte den Finanzbehörden an Handhabe, um weitere schröpfende Zahlungsbescheide zu erlassen. So zog man seinen 1933 verstorbenen Sohn Hans heran, der während der Zeit der Weimarer Republik Mitglied des demokratischen Reichsbanners Schwarz-Rot-Gold gewesen war. Dieser Umstand wurde nun Grundlage der unbelegten Behauptung, Flersheim und seine Familienangehörigen hätten marxistische Parteien finanziell unterstützt.
Im Folgejahr wurden Ernst Flersheim und seine Ehefrau Gertrud daher expatriiert, was eine Beschlagnahme deren gesamten inländischen Besitzes zur Folge hatte. Dazu gehörte auch der in Frankfurt am Main bei der in der Schiller-Straße 14 angesiedelten Möbel-Spedition Fermont eingelagerte wertvolle Hausrat der Familie aus der Mylius-Straße 32. Er wurde am 11. Mai 1938 durch die Staatspolizeileitstelle Frankfurt am Main beschlagnahmt, am 6. November 1939 an das Frankfurter Versteigerungshaus August Danz in die Stift-Straße 41 geliefert und dort 1939/1940 versteigert.
1938 wurde das Unternehmen Flersheim-Hess oHG „arisiert“ und zu einem Drittel des Bilanzwertes an drei nicht-jüdische Angestellte der Firma verkauft, die es zu Übersee-Handelsgesellschaft m.b.H. umfirmierten.
Vor Verfolgung war die Familie jedoch auch im benachbarten Ausland nicht sicher, nachdem die deutsche Wehrmacht im Mai 1940 im Rahmen des Westfeldzuges die Benelux-Staaten überfallen hatte. Die Gestapo konfiszierte dort gelagerte Kunstwerke aus ihrer Sammlung.
Ernst und Gertrud Flersheims schwer an Multipler Sklerose erkrankte Tochter Margarete nahm sich in Brüssel das Leben, um ihrem Ehemann, dem promovierten Frankfurter Rechtsanwalt und Notar Rudolph Albert August Wertheim (geboren am 16. Juli 1895 in Frankfurt am Main; ermordet am oder nach dem 13. September 1942 im Vernichtungslager Auschwitz-Birkenau) und ihrem Sohn Hans (1928–1942) nicht zur Last zu fallen. Vater und Sohn wurden nach Internierung im Camp de Gurs und im Camp de Rivesaltes in das Sammel- und Durchgangslager Drancy verbracht, von dort am 11. September 1942 mit Transport 31 in das KL Auschwitz-Birkenau transportiert und dort ermordet. Rudolph Wertheim ist mit Geburtsjahr am Mémorial de la Shoah in Paris-Marais verzeichnet, sein Sohn Hans jedoch nicht.
Ernst und Gertrud Flersheims Tochter Edith überlebte in England zusammen mit ihrem Ehemann, dem promovierten Juristen und Banksyndikus Georg Eberstadt (geboren am 28. Juli 1887 in Frankfurt am Main; gestorben am 11. Dezember 1963 in London) und den beiden Kindern Walter Albert Ernst Adolf (geboren am 15. Juli 1921 in Frankfurt am Main; gestorben am 26. Februar 2014 in New York City, New York, USA) und Brigitte „Bridget“ Gertrude Marie Eleanore (geboren am 17. Oktober 1925 in Frankfurt am Main; gestorben als Bridget Collier am 20. Dezember 2012 im Vereinigten Königreich) die Schoáh.

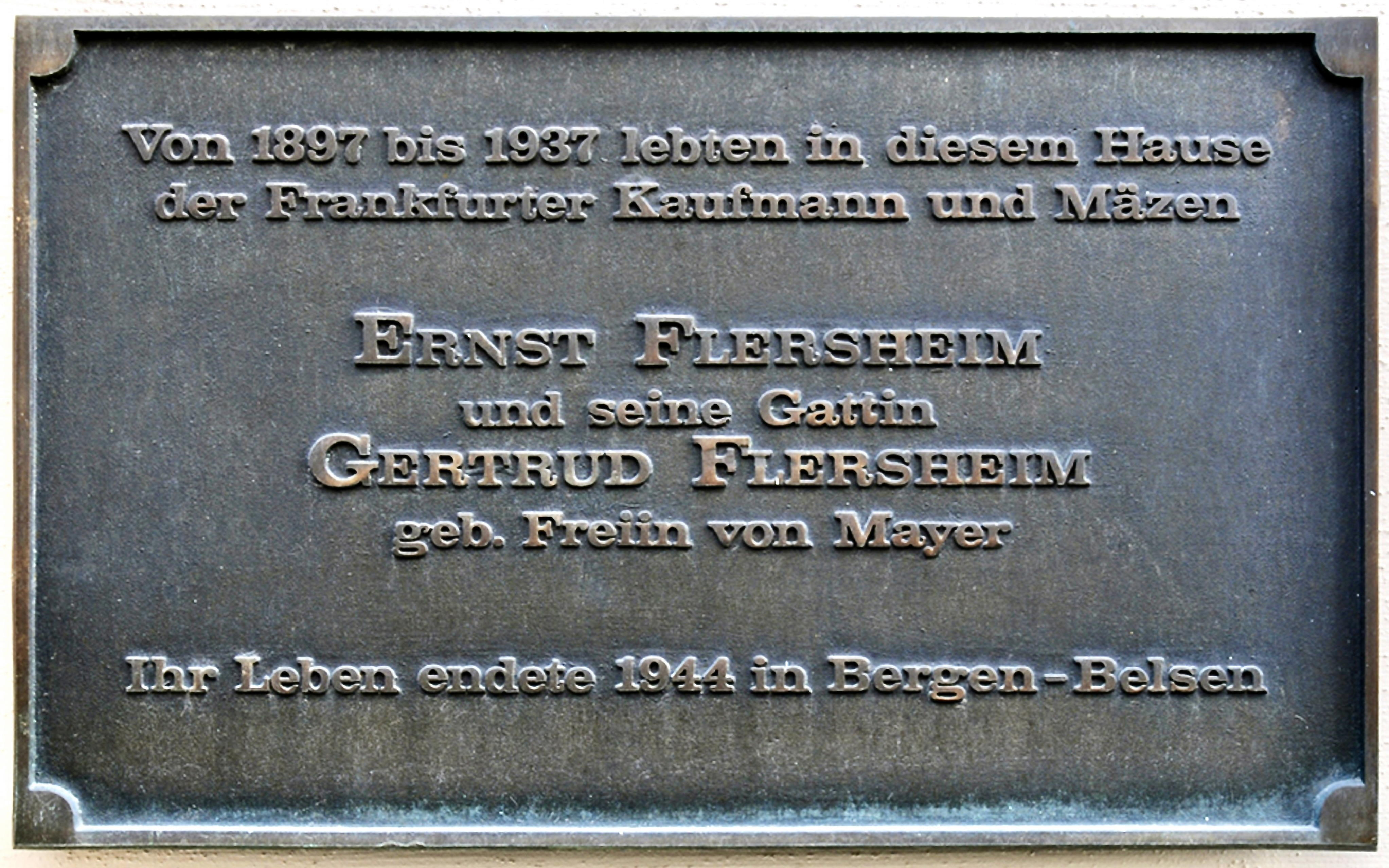
Gedenktafel am Wohnhaus Myliusstraße 32 in Frankfurt am Main

Im Jahr 1940 wurde das 1899 erworbene wertvolle Grundstück der Firma Flersheim-Hess in Frankfurts Mainzer Landstraße 191 (verkehrsgünstig nahe Hauptbahnhof und Hauptgüterbahnhof) mit eigenem Gleisanschluss, das Ernst Carl Flersheim und Florence Mary Flersheim, geb. Livingston, der US-amerikanischen Staatsbürgerin und Witwe seines 1935 verstorbenen älteren Bruders Martin gehörte, im Kontext der „Entjudung“ bzw. „Arisierung“ weit unter Wert an die Firma VDO Tachometer AG verkauft.
Ernst und Gertrud Flersheim wurden am 9. Oktober 1943 in das Durchgangslager Westerbork verbracht und am 15. Februar 1944 in das Konzentrationslager Bergen-Belsen deportiert, wo er 81-jährig und sie 72-jährig ermordet wurden. Der Grabstein ihres von Paris nach Frankfurt am Main überführten Sohnes Hans auf dem Alten Jüdischen Friedhof in der Rat-Beil-Straße erhielt eine Inschrift, die seinen im KL Bergen-Belsen ermordeten Eltern gedenkt. Neben deren Namen und Lebensdaten lautet der Zusatz: „Sie hatten gehofft, hier zu ruhen“.
Ernst Carl Flersheim hatte seine Ehefrau Gertrud, seine Tochter Edith Eberstadt, geb. Flersheim, und seinen Enkel Hans Wertheim testamentarisch als Erben eingesetzt. Den Holocaust überlebte nur die mit ihrer Familie in Cobham, Surrey (England), wohnende Edith.
Im Jahr 1998 wurde am ehemaligen Wohnhaus der Familie Ernst Carl und Gertrude Flersheim in Frankfurts Myliusstraße 32 eine Gedenktafel aus Bronze enthüllt.
Seit dem Jahr 2000 werden einige Werke aus dem Bestand deutscher Museen an die Nachfahren im Rahmen der Restitution von Raubkunst zurückgegeben.

## Mitgliedschaften (Auszug)
- Frankfurter Gesellschaft für Handel, Industrie und Wissenschaft – Casino-Gesellschaft von 1802
- Freies Deutsches Hochstift
- Mitteldeutscher Kunstgewerbe-Verein[100]
- Renn-Klub Frankfurt a. M. e. V.[101]